# Marc-Antoine de Gourgue
Pour les articles homonymes, voir Gourgue.
Pour les autres membres de la famille, voir Famille de Gourgue.
Marc-Antoine de Gourgue, né en 1575 et mort le 9 septembre 1628, est un magistrat bordelais, premier président du parlement de Bordeaux.
Issu d'une famille noble bordelaise, il est d'abord avocat au parlement de Bordeaux puis conseiller au Grand Conseil et maître des requêtes. Il est nommé premier président du parlement de Bordeaux le 27 décembre 1616 et le reste jusqu'à sa mort. En tant que tel, il est à la fois représentant du roi et chef d'une cour souveraine. Quand le parlement de Bordeaux entre en conflit avec l'intendant Abel Servien, Marc-Antoine de Gourgues, doit, à genoux, montrer sa soumission au roi Louis XIII.
Marc-Antoine de Gourgue est baron de Vayres et vicomte de Juillac. Il est d'abord marié à Marie Séguier, sœur du futur chancelier Pierre Séguier puis à Olive de Lestonnac, qui gère librement ses propres biens. Ensemble, ils fondent des œuvres pieuses. Elle fait construire un tombeau pour son mari et elle, qui est détruit à la Révolution.

## Biographie

### Famille
Marc-Antoine de Gourgue, dont le patronyme est parfois écrit par erreur Gourgues, est né en 1575, dans une famille prétendant être originaire des Landes et remonter au XVe siècle. Il est le petit-fils ou le neveu de Dominique de Gourgues, noble connu pour avoir fait la guerre en Floride française, et le fils d'Ogier de Gourgue et de Finette d'Aspremont.

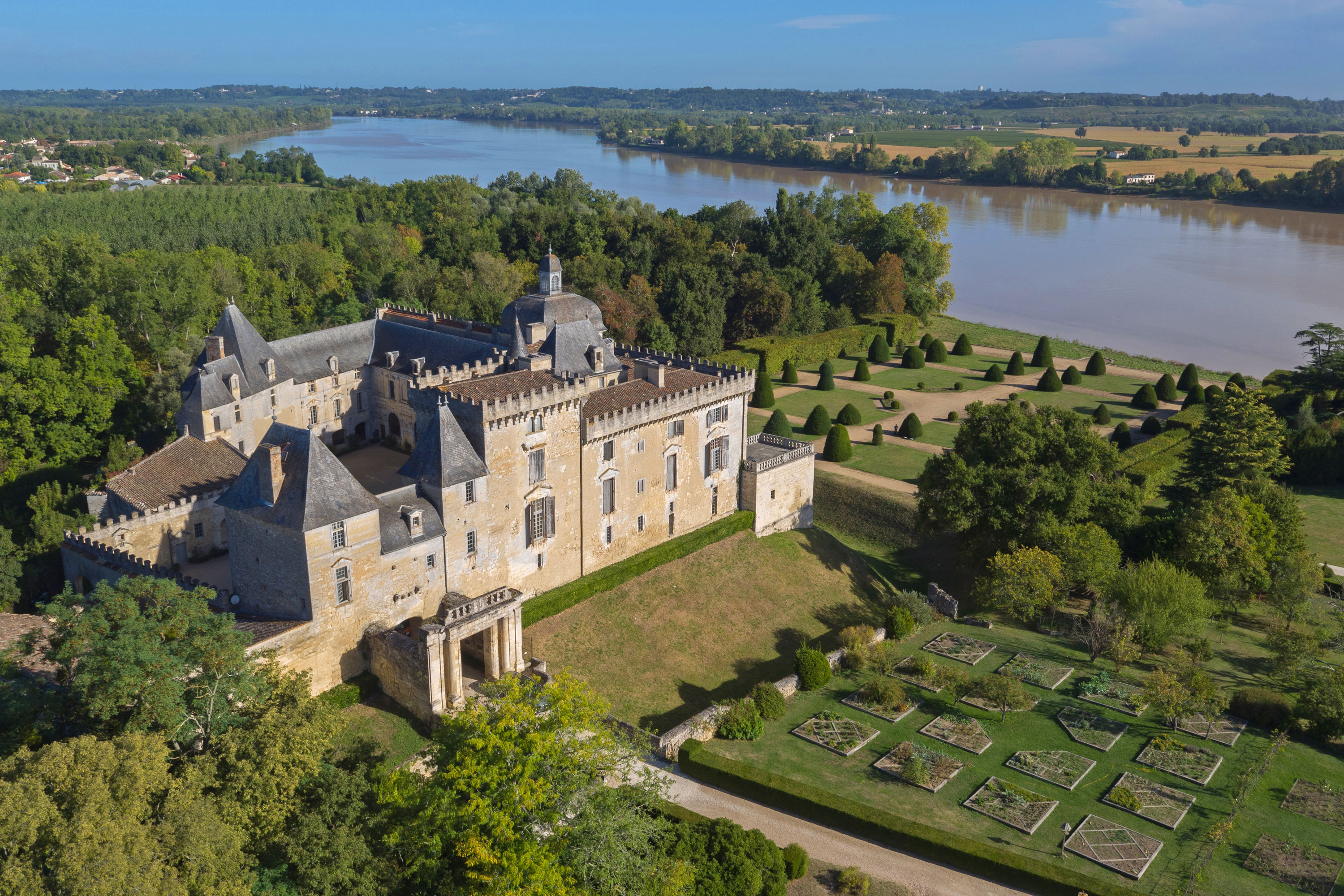
Château de Vayres.

Ogier de Gourgue, fils ou frère de Dominique, trésorier général de France en la province de Guyenne en 1566, achète le château de Vayres et, en 1585, la vicomté de Juillac. À Vayres, il fait reconstruire le château,. Il possède aussi maison noble de Pellegrin. Il s'intitule en 1588 vicomte de Juillac et baron de Vayres. Ogier, comme plus tard son fils Marc-Antoine, est un fidèle du roi.
Ogier de Gourgue se marie d'abord avec Jeanne de Paraige, avec qui il a une fille, Marguerite, puis avec Finette d'Aspremont, fille de Jean d’Aspremont, baron de Roquecor. Ils ont cinq fils, Antoine, Marc-Antoine, Pierre, Armand et Jacques et deux filles, Marguerite et Catherine.

### Premier président
Marc-Antoine de Gourgue poursuit l'ascension sociale entamée par son père. Il voit mourir ses frères, sauf son cadet Pierre, qui devient, à la suite de son père trésorier et président du bureau des finances de Bordeaux. Marc-Antoine, fils aîné survivant, est l'héritier principal. Il porte les titres de vicomte de Juillac, baron de Vayres et sieur de Pellegrin. Il est tout d'abord avocat au parlement de Bordeaux, puis, à partir de 1596, conseiller au Grand Conseil et devient maître des requêtes en 1604.
Il est officiellement nommé premier premier président du parlement de Bordeaux le 27 décembre 1616. Il a acheté cette charge après la mort de sa première femme. Il est ainsi à la fois un homme du roi, relais en Guyenne des décisions du pouvoir central, et un magistrat, chef d'une cour souveraine, en compétition pour le pouvoir avec les jurats et les gouverneurs.
Marc-Antoine de Gourgue cherche à se présenter comme un homme peu intéressé par les affaires financières, ce qui correspond à l'image d'un magistrat. Toutefois, il gère attentivement son patrimoine, hérité de son père, et s'en sépare si nécessaire. Ainsi, il vend le 11 janvier 1624 sa vicomté de Juillac.

### Mariages
Marc-Antoine de Gourgue épouse à Paris le 1er juin 1604 Marie Séguier, fille de Jean Séguier, conseiller d’Etat, et de Marie de Tudert. Marie Séguier est la sœur du futur chancelier Pierre Séguier. Elle reçoit pour son mariage une dot de 45 000 livres et d'autres dons faits par ses oncles. Elle meurt avant le 24 janvier 1615, date du partage des biens de ses parents entre ses frères et sa fille, Marie de Gourgue, représentée par son père Marc-Antoine de Gourgue. Marc-Antoine de Gourgue et Marie Séguier ont en effet une fille, Marie de Gourgue, religieuse au couvent des Carmélites du faubourg Saint-Jacques à Paris.
Le 6 juillet 1617, Marc-Antoine de Gourgue se remarie avec Olive de Lestonnac,. Au moment de ce mariage, Olive de Lestonnac a quarante-cinq ans. Elle apporte au mariage son hôtel particulier de la rue Porte-Dijeaux et une dot de 150 000 livres. Née en 1572 à Bordeaux, de Pierre II de Lestonnac et Olive de Lavergne, elle est alors veuve pour la deuxième fois, sans enfant.
Sa famille prétend remonter au XIVe siècle. Au XVe siècle, les Lestonnac pratiquent le négoce du vin. Au siècle suivant, ils sont anoblis, deviennent jurats de Bordeaux, achètent des offices importants et font partie de l'élite sociale bordelaise. Olive de Lestonnac est la cousine de Jeanne de Lestonnac, religieuse catholique fondatrice d'une congrégation religieuse enseignante féminine, la Compagnie de Marie-Notre-Dame,,. Le père d'Olive, Pierre II de Lestonnac, a réussi sa carrière : d'abord négociant en vin, en pastel et en blé, il s'enrichit suffisamment pour devenir jurat de Bordeaux et s'intituler écuyer. Jurat de Bordeaux en 1572, il est un des principaux responsables des massacres de huguenots lors de la Saint-Barthélemy bordelaise, du 3 au 5 octobre 1572. Olive de Lestonnac a d'abord épousé, par un contrat passé le 3 septembre 1592, Pierre de Thermes, conseiller au Grand Conseil, qui est mort rapidement,. Elle s'est ensuite remariée, par un contrat passé le 8 juillet 1600, avec Louis de Gentils, président à mortier au parlement de Bordeaux,, baron de Cadillac-en-Fronsadais, qui est mort en août 1613.
Olive de Lestonnac fait partie des quelques femmes qui marquent l'histoire du vignoble bordelais, avec cette spécificité qu'elle n'est pas une veuve qui supplée l'absence de son mari. Elle gère ses propres biens, notamment le domaine de Margaux qui deviendra ensuite célèbre. Ayant le goût et le talent des affaires, elle n'emploie pas un homme de confiance, mais assume elle-même les tâches de gestion. Elle choisit de diversifier sa fortune et développe des investissements spéculatifs complexes mais lucratifs, qui lui permettent de financer ses œuvres pieuses. Marc-Antoine de Gourgue et Olive de Lestonnac n'ont pas d'enfant.

### Conflit avec l'intendant et soumission

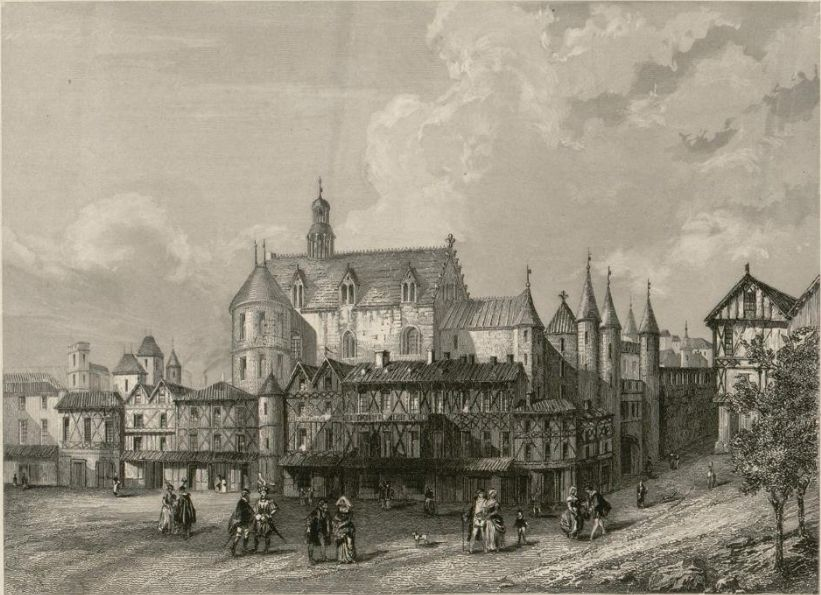
Palais de l'Ombrière, siège du parlement de Bordeaux, au XVIe siècle. Dessin d'Adolphe Rouargue, vers 1850.

À la fin de sa vie, Marc-Antoine de Gourgue entre en conflit avec l’intendant, Abel Servien, mais il doit se soumettre, événement significatif d'un passage de relais entre nouveaux et anciens agents royaux.
Abel Servien reçoit sa commission d'intendant de justice, police et finances en Guyenne le 5 février 1628. Le 9 mars suivant, il entre en conflit avec le parlement de Bordeaux à propos d'un prisonnier, qu'il a fait interroger. Abel Servien essaye ensuite de se montrer conciliant, mais il a fâché le parlement, qui considère que sa conduite est un empiètement et Marc-Antoine de Gourgue lui signifie deux jours après qu'il s'agit d'« chose insolite et sans exemple ». Quelques semaines plus tard, Servien condamne des prisonniers, accusés de piraterie et venus en bateau d'Angleterre, alors ennemie, à la pendaison ou aux galères. Le 5 mai, le parlement rend un arrêt contre Servien lui interdisant d'« exécuter dans le ressort du parlement aucune commission, sans, au préalable, l'avoir faite vérifier en ladite cour ». Le 17 mai, le parlement rend un nouvel arrêt ordonnant à Servien de comparaître devant lui et, le 9 juin, fait brûler publiquement le jugement qu'il a rendu.
Le roi Louis XIII considère que son autorité est bafouée. Le Conseil du roi casse les arrêts du parlement de Bordeaux, mais ce dernier envoie une délégation, dirigée par Marc-Antoine de Gourgue, se plaindre auprès du roi. Ils sont reçus le 16 août par Louis XIII au château de Surgères. Le roi, en colère, force de Gourgue à s'agenouiller. Ce dernier lui répond : « Sire, la mort me sera bien douce pourvu que votre Majesté apaise son courroux » et parvient habilement à le calmer en dramatisant les actes commis par Servien. Néanmoins, le parlement doit se soumettre et ne plus s'opposer aux commissions royales. Une semaine après, Louis XIII écrit à Richelieu : « J'ai vu ceux du parlement de Bordeaux, à qui j'ai bien lavé la tête ».
Marc Antoine de Gourgue meurt peu après, le 9 septembre 1628,.

### Fondations pieuses et tombeau

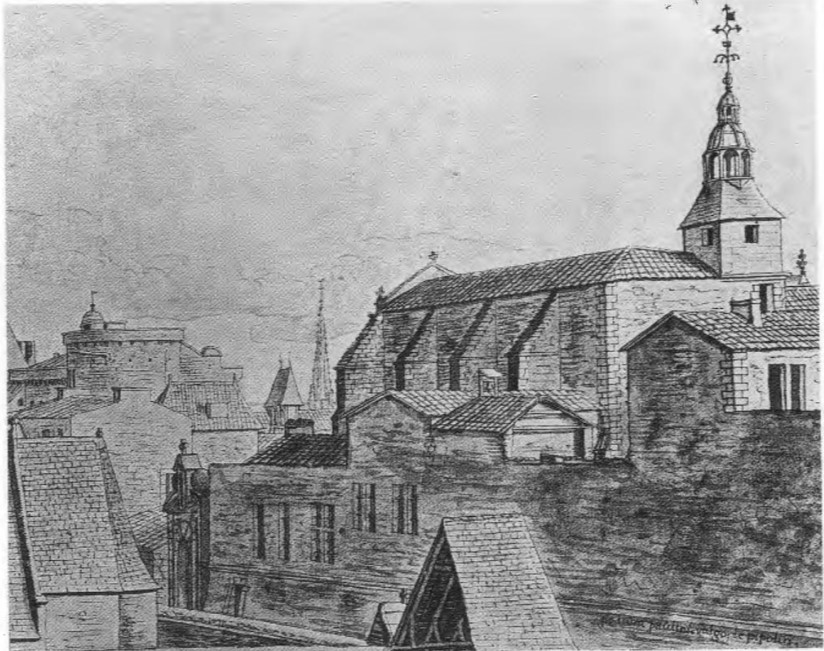
Le couvent des Grandes Carmélites en 1638-1639, dessin d'Herman van der Hem.

Marc-Antoine de Gourgue et Olive de Lestonnac fondent définitivement le 14 juillet 1618 le couvent Saint-Joseph des carmélites de Bordeaux, le dotant et lui attribuant une rente,. Dès 1610, Marc-Antoine de Gourgue installe des carmélites dans un hôtel particulier bordelais, puis fait construire, avec sa première femme Marie Séguier, un couvent situé sur le cours de l'Intendance. Les  carmélites en prennent possession en 1614. En 1618, un second couvent de carmélites est fondé rue Permentade et le premier prend le nom de couvent Saint-Joseph, ou Grandes Carmélites. Marc-Antoine de Gourgue et sa seconde femme Olive de Lestonnac font un legs important à ce couvent et lui assurent une rente annuelle.

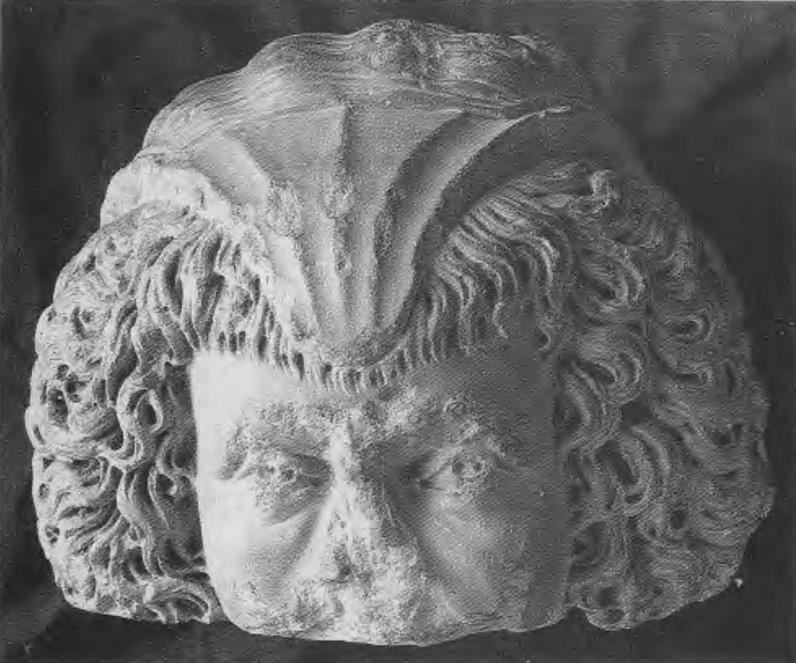
Tête portant une coiffe de veuve provenant peut-être du tombeau de Marc-Antoine de Gourgue et d'Olive de Lestonnac.

Marc Antoine est enterré dans deux institutions religieuses qu'il a fondées, son corps dans l'église des carmélites et son cœur dans le noviciat des jésuites. Dans son testament, il rappelle, à propos de sa femme Olive « la grande vertu que j'ai reconnue en elle et la singulière amitié que je lui porte ». Il lui laisse tout ce qui est autorisé par la coutume, soit environ un tiers de ses biens, notamment la baronnie de Vayres.
À partir de 1633, elle fait construire dans l'église des Grandes Carmélites un tombeau en marbre pour son mari et elle, peut-être exécuté par Artus Legoust. Elle le fait modifier en 1640, notamment par le sculpteur Pierre Affre, pour que son mari et elle soient tous deux représentés en orants,,. Revêtue de l'habit des carmélites, Olive de Lestonnac y est inhumée le 22 décembre 1652,,. Ce tombeau est détruit pendant la vague de vandalisme révolutionnaire de l'été 1792,. Un fragment sculpté représentant une tête de veuve, conservé au Musée d'Aquitaine, pourrait en provenir,.

## LesParentalia
En 1629, un jésuite, Léonard Alamay, professeur de rhétorique au collège jésuite de Bordeaux, fait paraître à Bordeaux un livre d'une centaine de pages, consacré à Marc-Antoine de Gourgue, sous le titre Marci Anlonii Govrgvei in svpremo bvrdigalensivm Senaiu principis parentalia, in Collegio Burdigalensi Societalis Iesu celebrata, productore Leonardo Alamay,  eiusdem Societatis Sacerdole.
Ce livre est composé de plusieurs textes. Le premier est une biographie d'une cinquantaine de pages de Marc-Antoine de Gourgues, rédigée par Pierre de Loyac, futur évêque élu de Toul. Ensuite, le livre comporte un poème latin d'une dizaine de pages, comparant Marc-Antoine de Gourgues et François d'Escoubleau de Sourdis, cardinal et archevêque de Bordeaux. Ce poème est suivi d'autres pièces poétiques latines, sur le cœur du défunt, déposé dans la chapelle du noviciat des jésuites et la douleur que sa mort a causée. Tous ces textes sont écrits par des élèves jésuites. Les Parentalia affirment que Marc-Antoine de Gourgues est mort à cause d'une fièvre.
Un des exemplaires de cet ouvrage conservés à la Bibliothèque municipale de Bordeaux comporte une gravure qui le représente. De même, une gravure conservée au Cabinet des estampes de la Bibliothèque nationale représente Marc-Antoine de Gourgue et non son grand-père Dominique de Gourgues, comme indiqué par erreur dans le catalogue. On y retrouve les mêmes vers latins qu'à Bordeaux.

## Héraldique
D'azur au lion d'or armé et lampassé de gueules accompagné en chef de deux étoiles,.